# 藍斑鯒
藍斑鯒，又稱藍斑牛尾魚，為輻鰭魚綱鮋形目牛尾魚亞目牛尾魚科的其中一種，分布於澳洲南部海域，棲息深度可達30公尺，屬底棲性魚類，體長可達90公分，生活在河口及海灣海域，屬肉食性，生活習性不明。

## 擴展閱讀
維基物種上的相關：藍斑鯒